# Tomáš Hübschman
Tomáš Hübschman (ur. 4 września 1981 w Pradze) – piłkarz czeski grający na pozycji obrońcy.

## Kariera klubowa
Hübschman jest wychowankiem zespołu Sparta Praga, najbardziej utytułowanego w Czechach. Już w 1999 roku przeszedł z młodzieżowej drużyny do seniorskiej, ale nie mając szans na grę został wypożyczony do drugoligowego klubu FK Svit Zlín. Następnie na sezon 2000/2001 znów trafił na wypożyczenie, tym razem do pierwszoligowego FK Jablonec 97. W klubie tym miał pewne miejsce w wyjściowej jedenastce i dobra postawa spowodowała, że w sezonie 2001/2002 wrócił do Sparty i zaczął grać w pierwszym składzie tego stołecznego klubu. Swój pierwszy sukces ze Spartą osiągnął w 2003 roku, gdy został mistrzem Czech. Powtórzył to rok później, a do mistrzostwa dołożył Puchar Czech. Ze Spartą grał też w rozgrywkach Ligi Mistrzów.
Latem 2004 Hübschman za 3 miliony euro przeszedł do ukraińskiego Szachtara Donieck. W drużynie Mircei Lucescu także wywalczył miejsce w pierwszej jedenastce i już w 2005 roku sięgnął po swój pierwszy tytuł mistrza Ukrainy. W 2006 roku także został mistrzem kraju, ale nie grał we wszystkich meczach z powodu kontuzji. W 2007 roku Szachtar został wicemistrzem, a do tego przegrał finał Pucharu Ukrainy z Dynamem Kijów. W czerwcu 2014 po wygaśnięciu kontraktu opuścił ukraiński klub. Został wówczas zawodnikiem FK Jablonec.
| Sezon   | Klub             | Kraj    | Rozgrywki         | Mecze | Bramki |
| ------- | ---------------- | ------- | ----------------- | ----- | ------ |
| 1999/00 | FK Svit Zlín     | Czechy  | 2. liga           | 6     | 0      |
| 2000/01 | FK Jablonec 97   | Czechy  | 1. Gambrinus liga | 29    | 0      |
| 2001/02 | Sparta Praga     | Czechy  | 1. Gambrinus liga | 27    | 0      |
| 2002/03 | Sparta Praga     | Czechy  | 1. Gambrinus liga | 29    | 0      |
| 2003/04 | Sparta Praga     | Czechy  | 1. Gambrinus liga | 25    | 0      |
| 2004/05 | Szachtar Donieck | Ukraina | Wyszcza Liha      | 21    | 1      |
| 2005/06 | Szachtar Donieck | Ukraina | Wyszcza Liha      | 15    | 0      |
| 2006/07 | Szachtar Donieck | Ukraina | Wyszcza Liha      | 17    | 0      |
| 2007/08 | Szachtar Donieck | Ukraina | Wyszcza Liha      | 19    | 0      |
| 2008/09 | Szachtar Donieck | Ukraina | Wyszcza Liha      | 22    | 1      |
| 2009/10 | Szachtar Donieck | Ukraina | Wyszcza Liha      | 18    | 0      |
| 2010/11 | Szachtar Donieck | Ukraina | Wyszcza Liha      | 14    | 0      |
| 2011/12 | Szachtar Donieck | Ukraina | Wyszcza Liha      | 20    | 1      |
| 2012/13 | Szachtar Donieck | Ukraina | Wyszcza Liha      | 9     | 0      |
| 2013/14 | Szachtar Donieck | Ukraina | Wyszcza Liha      | 11    | 1      |
| 2014/15 | FK Jablonec      | Czechy  | 1. Gambrinus liga | 28    | 0      |
| 2015/16 | FK Jablonec      | Czechy  | 1. Gambrinus liga | 25    | 0      |
| 2016/17 | FK Jablonec      | Czechy  | 1. Gambrinus liga | 22    | 0      |
| 2017/18 | FK Jablonec      | Czechy  | 1. Gambrinus liga |       |        |

## Kariera reprezentacyjna
Hübschman reprezentował Czechy w różnych kategoriach wiekowych. W 2001 roku był kapitanem drużyny U-21 na Młodzieżowych Mistrzostwach Świata i doszedł z nią do ćwierćfinału.
W pierwszej reprezentacji Czech Hübschman zadebiutował 10 listopada 2001 w przegranym 0:1 meczu z Belgią. W 2004 roku został powołany przez Karela Brücknera do kadry na Euro 2004. Tam był tylko rezerwowym i wystąpił w jednym grupowym meczu, wygranym 2:1 z Niemcami. Z Czechami dotarł do półfinału. Hübschman występował też w eliminacjach do Mistrzostw Świata w Niemczech, ale na sam turniej nie pojechał.

## Sukcesy

### Sukcesy klubowe
- mistrz Czech: 2002, 2003
- wicemistrz Czech: 2004
- zdobywca Pucharu Czech: 2004
- mistrz Ukrainy: 2005, 2006, 2008
- wicemistrz Ukrainy: 2007, 2009
- zdobywca Pucharu Ukrainy: 2008
- finalista Pucharu Ukrainy: 2007, 2009
- zdobywca Superpucharu Ukrainy: 2005, 2008
- finalista Superpucharu Ukrainy: 2006, 2007
- zdobywca Pucharu UEFA: 2009

### Sukcesy reprezentacyjne
- uczestnik turnieju finałowego Mistrzostw Świata U-20: 2001
- mistrz Europy U-21: 2002
- półfinalista Mistrzostw Europy: 2004

### Odznaczenia
- tytuł Zasłużonego Mistrza Sportu Ukrainy: 2009[2]
- Medal "Za pracę i zwycięstwo": 2009[3].